# Bacchisa flavobasalis
Bacchisa flavobasalis là một loài bọ cánh cứng trong họ Cerambycidae.